# Квета Фіалова
Квета Фіалова (чеш. Květa Fialová; справжнє ім'я Кветослава, чеш. Květoslava)  — чеська акторка театру, кіно і телебачення.

## Життєпис
Квіта Фіалова народилася 1 вересня 1929 року в селі Велке Дравце (нині Банськобистрицький край у Словаччині). Дебютувала у кіно в 1949 році.
Її чоловік — режисер Павел Хаша (1929—2009).

## Вибрана фільмографія
| Рік  | Українська назва                     | Оригінальна назва                                  | Роль                   |
| ---- | ------------------------------------ | -------------------------------------------------- | ---------------------- |
| 1949 | Великий шанс                         | Velká příležitost                                  | Бланка                 |
| 1949 | Дика Бара                            | Divá Bára                                          | Бара                   |
| 1952 |                                      | Plavecký mariáš                                    | Божка                  |
| 1955 | Волинщик зі Страконіце               | Strakonický dudák                                  | Белена                 |
| 1958 | Того разу на Різдво                  | Tenkrát o Vánocích                                 | сільська дівчина       |
| 1959 | Даржбуян і Пандргола                 | Dařbuján a Pandrhola                               | Марянка Клофатова      |
| 1959 | Принцеса з золотою зіркою            | Princezna se zlatou hvězdou                        | принцеса Фліорінделля  |
| 1964 | Лимонадний Джо                       | Limonádový Joe aneb Koňská opera                   | Торнадо Лу             |
| 1966 | Привид замку Моррісвіль              | Fantom Morrisvillu                                 | леді Кларенс Гамільтон |
| 1966 | Потяги під пильним наглядом          | Ostře sledované vlaky                              | графиня                |
| 1966 | Смерть за завісою                    | Smrt za oponou                                     | Мілада Гавлова         |
| 1966 | Вбивство по-чеськи                   | Vražda po našem                                    | Аліса Покірни          |
| 1967 | Кінець агента                        | Konec agenta W4C prostřednictvím psa pana Foustky  | агент Аліса Робертс    |
| 1968 | Грішні люди міста Праги              | Hříšní lidé města pražského                        | леді Макбет Ульріхова  |
| 1968 | Весняні води                         | Jarní vody                                         | Польозовова            |
| 1968 | Празькі ночі                         | Pražské noci                                       | жінка                  |
| 1968 | Тринадцята кімната                   | Třináctá komnata                                   | Катежина Калістова     |
| 1969 | День сьомий, восьма ніч              | Den sedmý, osmá noc                                | журналістка            |
| 1970 | Зниклі банкноти                      | Na kolejích čeká vrah                              | Троянова               |
| 1970 | Пригоди красеня-драгуна              | Partie krásného dragouna                           | Драгічова              |
| 1971 | Бабуся                               | Babička                                            | княжна                 |
| 1971 | Солом'яний капелюшок                 | Slaměný klobouk                                    | Анаїс                  |
| 1973 | Лісова фея                           | Lesní panna                                        |                        |
| 1973 | Подорож до Сант-Яго                  | Putovanie do San Jaga                              | Джанет                 |
| 1973 | Хроніка спекотного літа              | Kronika žhavého léta                               | Ерна Краусова          |
| 1974 | Людина з Лондона                     | Muž z Londýna                                      | Сикорова               |
| 1974 | Тридцять випадків майора Земана      | 30 případů majora Zemana                           | Аничка Хоракова/Вляста |
| 1976 | Літо з ковбоєм                       | Léto s kovbojem                                    | Караскова, мати Боба   |
| 1977 | Адела ще не вечеряла                 | Adéla ještě nevečeřela                             | графиня Тхунова        |
| 1977 | Лікарня на околиці міста             | Nemocnice na kraji města                           | асистентка             |
| 1979 | Гра в корпус                         | Hra na telo                                        | жінка Дівіша           |
| 1979 | З тобою мене радує світ              | S tebou mě baví svět                               | мачуха Пепи            |
| 1986 | Мій грішний чоловік                  | Můj hříšný muž                                     | мати Зденека           |
| 1986 | Велике кінематографічне пограбування | Velká filmová loupež                               |                        |
| 1987 |                                      | Devět kruhů pekla                                  |                        |
| 1990 | Дзвін дроздів                        | Zvonokosy                                          |                        |
| 1993 | Арабелла повертається                | Arabela se vrací aneb Rumburak králem Říše pohádek | Нокемеллерова          |
| 1994 |                                      | Tři Alberti a slečna Matylda                       | Матильда               |
| 1995 | Жив-був поліцейський                 | Byl jednou jeden polda                             | бабуся                 |
| 1996 | Шурин Дракули                        | Draculův švagr                                     |                        |
| 1997 | Час ягід                             | Čas jeřabin                                        |                        |
| 1997 | Кращі роки — псу під хвіст           | Báječná léta pod psa                               | бабуся Ліба            |
| 1999 | Всі мої близькі                      | Všichni moji blízcí (Чехія / Словаки / Польща)     | дружина Зільберштейна  |
| 2002 | Янгольське обличчя                   | Andělská tvář                                      | мати-ігуменя           |
| 2005 | Невинність ні до чого                | Panic je nanic                                     | бабуся Вашека          |
| 2006 | Учасники турпоїздки                  | Účastníci zájezdu                                  | Шарлота                |